# Monte Cavallo
Monte Cavallo är en ort och kommun i provinsen Macerata i regionen Marche i Italien. Kommunen hade 122 invånare (2018).